# Ruminococcus albus
Ruminococcus albus è una specie di batterio appartenente alla famiglia delle Lachnospiraceae.